# Taylor Schilling

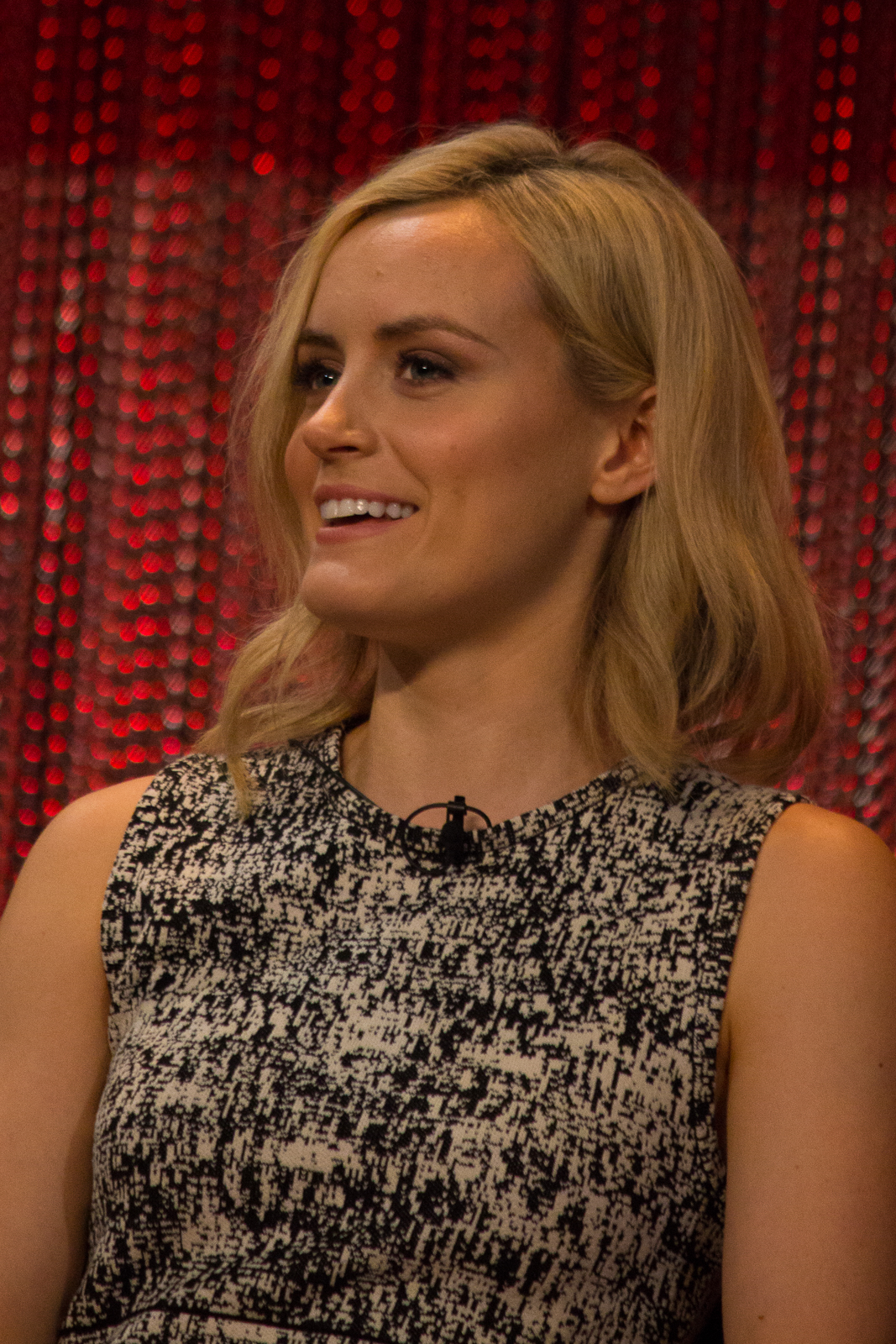
Taylor Schilling (2014)

Taylor Schilling (* 27. Juli 1984 in Boston, Massachusetts) ist eine US-amerikanische Schauspielerin.

## Leben und Karriere
Schon in ihrer Schulzeit widmete sich Schilling der Schauspielerei und trat hierbei erstmals auf der Bühne auf. 2002 erhielt sie ihren Abschluss an der Wayland High School. Sie besuchte bis 2006 die Fordham University, die sie mit einem Bachelorabschluss in Schauspielkunst verließ. Dort hatte sie sich Theatergruppen angeschlossen und an Aufführungen teilgenommen.
Ihre erste kleine Filmrolle hatte Schilling 2007 im Drama Dark Matter an der Seite von Meryl Streep. In der Fernsehserie Mercy spielte sie von 2009 bis zur Einstellung der Serie 2010 die Hauptrolle einer Krankenschwester. Ihre erste Hauptrolle in einem Kinofilm hatte sie 2011 in Die Atlas Trilogie – Wer ist John Galt?, einer Verfilmung vom ersten Drittel des Romanes Atlas wirft die Welt ab der Autorin Ayn Rand. 2012 war sie an der Seite von Zac Efron in der Romanverfilmung The Lucky One – Für immer der Deine und neben Ben Affleck im Thriller Argo zu sehen. Von 2013 bis 2019 stand sie in allen sieben Staffeln in der Hauptrolle der Piper Chapman für die Serie Orange Is the New Black vor der Kamera.

## Filmografie (Auswahl)
- 2007: Dark Matter
- 2009–2010: Mercy (Fernsehserie, 22 Episoden)
- 2011: Die Atlas Trilogie – Wer ist John Galt? (Atlas Shrugged: Part I)
- 2012: The Lucky One – Für immer der Deine (The Lucky One)
- 2012: Argo
- 2013: Stay
- 2013–2019: Orange Is the New Black (Fernsehserie, 90 Episoden)
- 2015: The Overnight: Einladung mit gewissen Vorzügen (The Overnight)
- 2016: Drunk History (Fernsehserie, Episode 4x08 Landmarks)
- 2017: Take Me
- 2018: Ein ganz gewöhnlicher Held (The Public)
- 2018: Titan – Evolve or Die (The Titan)
- 2018: Family
- 2019: The Prodigy
- 2019: Phil
- 2020: Monsterland (Fernsehserie, Episode 1x05 Plainfield, Illinois)
- 2021: The Bite (Fernsehserie, 6 Episoden)
- 2022: Pam & Tommy (Miniserie, 4 Episoden)
- 2022: Pantheon (Fernsehserie, Stimme)
- 2023: Der Morgen davor und das Leben danach (Dear Edward, Fernsehserie)
- 2023: Queen of Bones
- 2024: Accused (Fernsehserie, Episode 2x02 April's Story)
- 2025: Poker Face (Fernsehserie, 2 Episoden)

## Auszeichnungen und Nominierungen (Auswahl)
Emmy
- 2014: Nominierung in der Kategorie Beste Hauptdarstellerin in einer Comedyserie für Orange Is the New Black

Golden Globe Award
- 2014: Nominierung in der Kategorie Beste Serien-Hauptdarstellerin – Drama für Orange Is the New Black
- 2015: Nominierung in der Kategorie Beste Serien-Hauptdarstellerin – Komödie oder Musical für Orange Is the New Black

Hollywood Film Festival
- 2012: Auszeichnung in der Kategorie Bestes Ensemble für Argo

Satellite Award
- 2014: Auszeichnung in der Kategorie Beste Darstellerin in einer Serie – Komödie/Musical für Orange Is the New Black
- 2015: Nominierung in der Kategorie Beste Darstellerin in einer Serie – Komödie/Musical für Orange Is the New Black

Screen Actors Guild Award
- 2015: Auszeichnung in der Kategorie Bestes Schauspielensemble in einer Fernsehserie – Komödie für Orange Is the New Black
- 2016: Auszeichnung in der Kategorie Bestes Schauspielensemble in einer Fernsehserie – Komödie für Orange Is the New Black
- 2017: Auszeichnung in der Kategorie Bestes Schauspielensemble in einer Fernsehserie – Komödie für Orange Is the New Black
- 2018: Nominiert in der Kategorie Bestes Schauspielensemble in einer Fernsehserie – Komödie für Orange Is the New Black

Teen Choice Award
- 2012: Nominierung in der Kategorie Choice Movie Actress: Romance für The Lucky One – Für immer der Deine
- 2012: Nominierung in der Kategorie Choice Movie: Liplock für The Lucky One – Für immer der Deine